# Musiciens et Soldats
Musiciens et Soldats est une peinture à l'huile sur toile du caravagesque français Valentin de Boulogne qu'il réalise en 1626 environ. Elle est conservée au Musée des Beaux-Arts de Strasbourg, en France, sous le numéro d'inventaire 1280.
Le tableau représente un milieu que Valentin de Boulogne connaît très bien et qu'il utilise fréquemment comme motif pictural : La vie nocturne romaine, avec des buveurs et des musiciens dans une auberge. Au centre du tableau en arrière-plan, se trouve une joueuse de tambourin androgyne ; à sa gauche et sur un bord de la table est assis un violoniste masculin tout aussi androgyne, qui domine la composition par sa taille. Les deux buveurs en armure et les trois musiciens affichent un air pensif, et l'ensemble du tableau est empreint de mélancolie.